# Руфъс (2016)
Вижте пояснителната страница за други значения на Руфъс.
„Руфъс“ (на английски: Rufus) е американски телевизионен комедиен филм, който е излъчен премиерно по „Никелодеон“ на 18 януари 2016 г. Режисьор е Савидж Стийв Холанд, сценарият е на Бил Моц и Боб Рот и във филма участват Джейс Норман, Дейвис Клийвланд и Хейли Тджу.
През 2017 г. излиза продължение – „Руфъс 2“ (2017).

## Актьорски състав
- Джейс Норман – Руфъс[1][2]
- Дейвис Кливланд – Мани Гарсия[1]
- Хейли Тджу – Пейдж[1]
- Ноел Йохансен – господин Блек[1]
- Чад Райли – Бащата[1]
- Лиса Дурупт – Майката[1]
- Ивон Чапман – Шайдо[1]
- Пол Белисто – Дим Сум[1]
- Дариън Провост – Девън[1]
- Сидни Григ – Саманта[1]
- Къртис Лъм – Чанг[1]
- Глен Енис – Уийлс[1]
- Жоклин Лоуен – госпожа Дънлоп[1]
- Джей Алекс Бринсън – Ди Джей[1]

## В България
В България филмът е излъчен по локалната версия на „Никелодеон“ с нахсинхронен дублаж на български език, записан в студио „Александра Аудио“ през 2016 г.
По-късно е достъпен в стрийминг платформата SkyShowtime.

### Нахсинхронен дублаж
| Роля            | Изпълнител               |
| --------------- | ------------------------ |
| Руфъс           | Владимир Зомбори         |
| Мани Гарсия     | Лорина Камбурова         |
| Пейдж           | Августина-Калина Петкова |
| Шайдо           | Августина-Калина Петкова |
| Господин Блек   | Георги Стоянов           |
| Дим Сум         | Камен Асенов             |
| Бащата на Мани  | Камен Асенов             |
| Девън           | Камен Асенов             |
| Майката на Мани | Василка Сугарева         |
| Катерица        | Анатолий Божинов         |

| Обработка              | Александра Аудио |
| ---------------------- | ---------------- |
| Изпълнителен продуцент | Васил Новаков    |